# Эдисон, Корнелиус
Корнелиус Эдисон (англ. Cornelius Edison; 10 июля 1993, Помона, Калифорния) — профессиональный американский футболист, центр. В 2016 году выступал в НФЛ в составе клуба «Чикаго Беарс». На студенческом уровне играл за команду Университета штата Орегон в Портленде. Обладатель Трофея Римингтона лучшему центру поддивизиона FCS в сезоне 2014 года.

## Биография
Корнелиус Эдисон родился 10 июля 1993 года в Помоне в Калифорнии, один из четырёх детей в семье. Окончил старшую школу Кертис Сеньор в городе Юниверсити-Плейс в штате Вашингтон. За школьную команду выступал на позициях линейного нападения и защиты, входил в сборную звёзд Лиги Саут-Пьюджет-Саунд, признавался Линейным года её Южного дивизиона. После окончания школы поступил в Университет штата Орегон в Портленде, учился на графического дизайнера.

### Любительская карьера
В составе университетской команды Эдисон дебютировал в сезоне 2011 года, сыграв три матча на позиции гарда. В 2012 году стал основным левым гардом и был одним из лидеров линии нападения, пропустившей за сезон всего семь сэков. В сезоне 2013 года он сыграл в стартовом составе во всех матчах и внёс большой вклад в игру команды, установившей рекорды университета по общему числу набранных ярдов, количеству выносных ярдов и тачдаунов. По итогам года Эдисон вошёл в третью сборную звёзд конференции Биг Скай.
Перед стартом турнира 2014 года тренерский штаб перевёл его на позицию центра. Линия нападения с Эдисоном в составе стала лучшей в FCS с десятью пропущенными сэками. В декабре он вошёл в число участников матча всех звёзд FCS и был назван лучшим центром дивизиона, получив Трофей Римингтона. Всего за свою карьеру в университете Эдисон сыграл в стартовом составе команды 35 матчей.

### Профессиональная карьера
На драфте НФЛ 2015 года Эдисон не был выбран ни одной из команд, получив статус свободного агента. В ноябре он подписал контракт игрока тренировочного состава с «Чикаго Беарс». В НФЛ он дебютировал в сезоне 2016 года, сыграв в шести матчах в составе специальных команд «Беарс», а после его окончания был отчислен. В мае 2017 года Эдисон заключил соглашение с «Атлантой Фэлконс». После завершения предсезонных сборов он был отчислен и позже подписал контракт с «Миннесотой». В течение двух лет Эдисон был игроком тренировочного состава «Вайкингс». Клуб отчислил его в августе 2019 года во время сокращения составов перед стартом регулярного чемпионата.
В октябре 2019 года на драфте XFL Эдисон был выбран клубом «Хьюстон Рафнекс».